# Rincón de Romos
Rincón de Romos es la cabecera del municipio de Rincón de Romos en el estado mexicano de Aguascalientes. En él habitan alrededor de 57 mil habitantes.

## Historia
En 1639 la Real Audiencia de Guadalajara autorizó la creación de una villa, a la que por mucho tiempo se la conoció por "Villa de Chora". 
En 1658, el capitán Diego Romo de Vivar compró el mayorazgo de la primitiva Hacienda de Rincón a Pedro Rincón de Ortega: este trato mercantil trajo como consecuencia la conjugación de ambos apellidos, cambiando el nombre poblado de Chora, por el que es actualmente "Rincón de Romos".

## Medio físico

### Localización

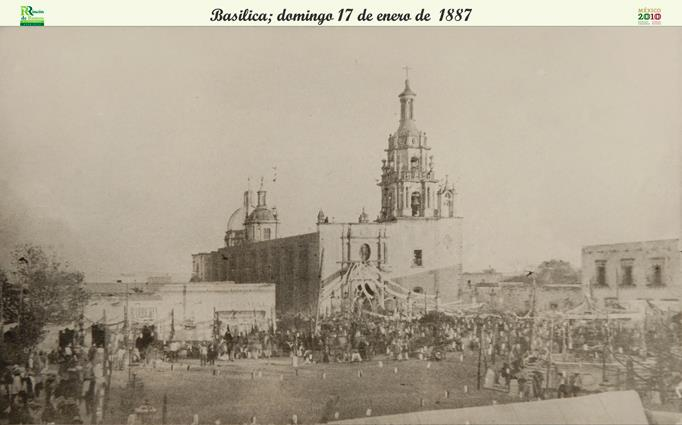
Antiguo Rincón de Romos.

El municipio de Rincón de Romos se localiza en la parte centro-norte del estado. Sus coordenadas son 102°19' longitud oeste y 22°14' latitud norte, con una altura de 1940 metros sobre el nivel del mar. Limita al norte con el municipio de Cosío, al sur con Pabellón de Arteaga, al oriente con Tepezalá y al poniente con San José de Gracia. Se divide en 64 localidades, de las cuales las más importantes son Rincón de Romos y Pabellón de Hidalgo, Pablo Escaleras, San Jacinto y El Bajío.
Forma parte de la provincia de la Sierra Madre Occidental, presentando características de relieves y zonas accidentadas, localizadas al sureste y noroeste del municipio, y en la parte de la provincia de la Mesa Central se localizan zonas semiplanas al centro y noreste del municipio, y zonas planas al centro y noroeste entre la sierra Fría y la sierra de Loreto.

### Hidrografía
Sus recursos hidrológicos los constituyen los ríos San Pedro y Pabellón;
los arroyos los Arrieros, los Sotoles, los Mirasoles, el Túnel del Potrerillo, los Cuerveros, el Milagro, el Ojito de Agua, el Boquilla, el Salto, la Virgen, Santa Catarina, los Palominos, el Saucillo, el Muerto, los Guajales, los Burros, el Gavilán, el Chiquihuitillo y los Vaqueros;
las presas del Saucillo, San Blas, Potrerillo, el Guaje, el Túnel, Escaleras, Guadalupe y San Elías.
El municipio es rico en manantiales subterráneos de cristalina agua dulce que se aprovecha a través de pozos, así sea para el riego de milpas y hortalizas o para el consumo humano.

### Orografía
Forma parte de la provincia de la Sierra Madre Occidental, presentando características de relieves y zonas accidentadas, localizadas al sureste y noroeste del municipio, y en la parte de la provincia de la Mesa Central se localizan zonas semiplanas al centro y noreste del municipio, y zonas planas al centro y noroeste entre la sierra Fría y la sierra de Loreto.

## Clima
El clima del municipio es seco, semicálido, con una temperatura media anual de 18 °C y los meses más calurosos son de mayo a agosto. Su precipitación anual aproximada es de 400 milímetros y un promedio de heladas anuales del 30%. La dirección de los vientos es, en general, de norte a sureste durante el verano y parte del otoño.

## Principales ecosistemas

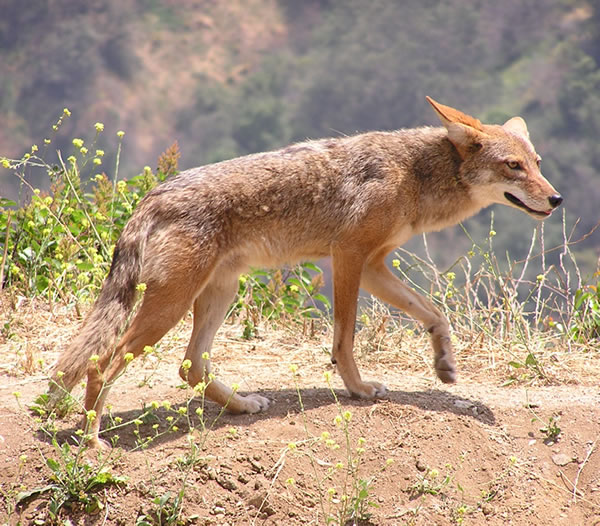
Coyote, un ejemplar típico de la fauna rinconense.

### Flora
La vegetación en la mayor parte del municipio es fundamentalmente zona de chaparral, pastizal patural, matorral crasicule y matorral subtropical. Cuenta con especies vegetales únicas en el mundo.

### Fauna
La fauna silvestre del municipio de Rincón de Romos está constituida principalmente por coyote, liebre, conejo, codorniz , paloma, cucús y faisanes

## Evolución demográfica

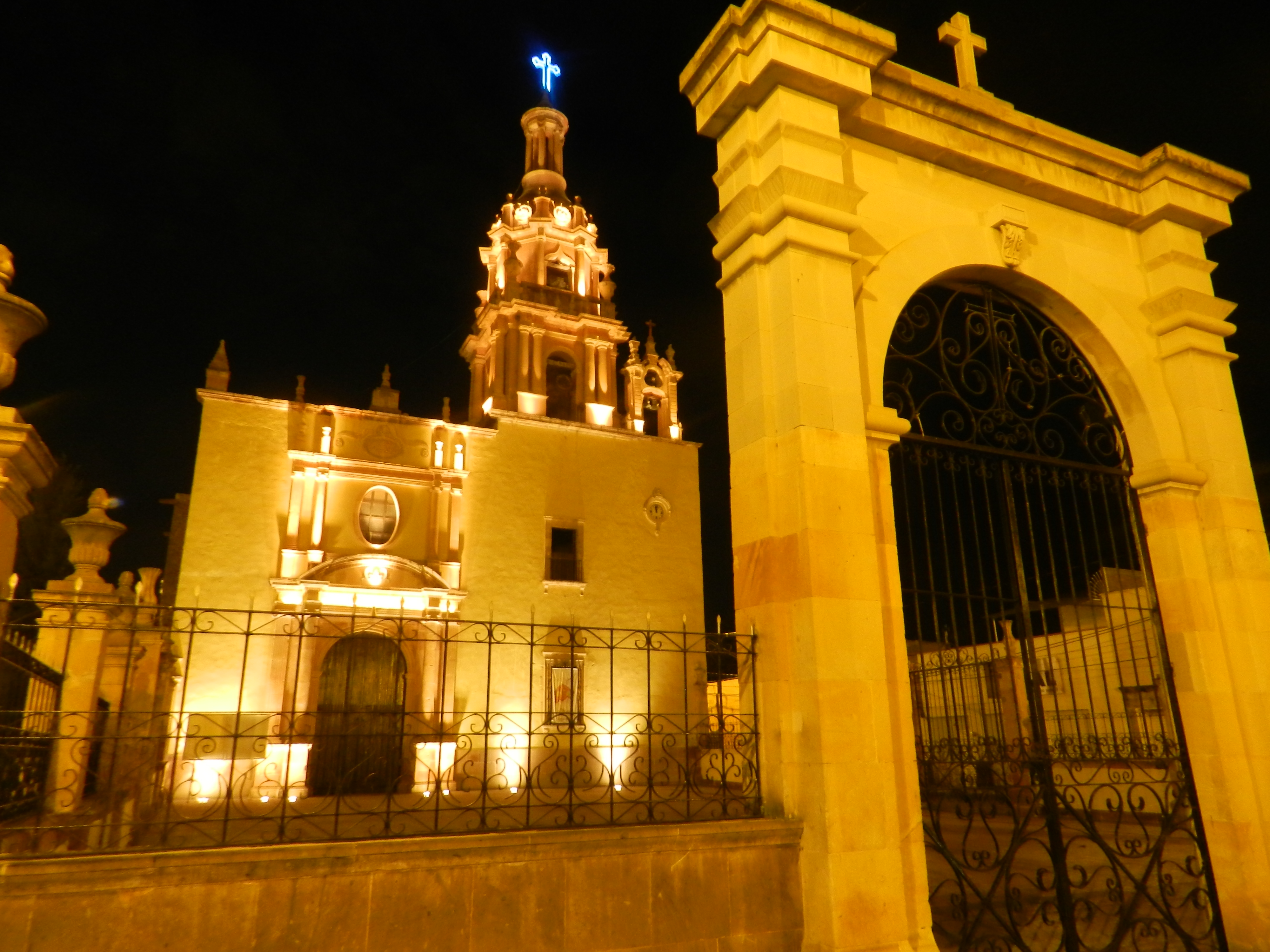
Templo del Señor de las Angustias, en Rincón de Romos, Rincón de Romos.

### Población
De acuerdo al Conteo de población y vivienda 2010 efectuado por el INEGI, la población total del municipio y su ciudad capital es de 79 240 habitantes. Representa el 8.41 % con relación a la población total del estado. Cabe resaltar que la ciudad de Rincón de Romos es considerada como la más importante después de la zona metropolitana de la capital. La población desciende de mestizos principalmente, además de descendientes indígenas de la región, y algunos de norteamericanos que radican en el municipio.

### Religión
Al año 2000, de acuerdo al citado censo de población efectuado por el INEGI, la población de 5 años y más que es católica asciende a 76 789 habitantes, mientras que los no católicos en el mismo rango de edades suman 5079 personas.
"El Señor de las Angustias" es el Santo Patrono del pueblo y la parroquia. Se venera en su Santuario, Anexo al Templo Parroquial Santuario recientemente restaurado. También existe la capilla de San José, rescatada por el padre Ricardo Nieves. Existen dos capillas; la primera, capilla de la Virgen de Guadalupe en el barrio del mismo nombre y la capilla de Nuestra Señora del Rosario en la populosa colonia Solidaridad, además diversas capillas en cada una de las comunidades del municipio, donde se veneran diversos santos.

## Principales sectores, productos y servicios

### Cultura
La Cultura de este pueblo es reconocida en el estado. Cada año se celebra la fiesta regional del Sr. de las Angustias, santo patrono de Rincón de Romos. El municipio cuenta con una amplia variedad cultural: Danzas, Bailes Folklorikos, artistas reconocidos en el medio como lo son los grupos musicales del género Banda, El Riel Nueva Era (La Rielera), La escandalosa Banda Tierra Buena, La Viñeda y la banda municipal. Cabe mencionar que también cuenta con exponentes del Mariachi como Julio Díaz o Los Cuates Rocha, y música para jóvenes como pop, rock, reggae, Hip-Hop y ska. Algunas bandas que han surgido en el municipio son: Epidemia, Green Fuckers, Exceso, Bleed, Stay loko, The chilla la ardilla, Pantera Rosa, B-Boss, FrancoRimadores, Enebe Marin, Rayder García, DRC Society, Zetra, IV Badass etc. En la cultura de la Música electrónica género que ha cobrado fuerza en las últimas décadas AndyRey DeeJay es el DJ productor Rinconense que se ha dado a conocer en estos últimos años. Han aparecido también grupos versátiles como La fragua y Rondalla de secundaria. Destaca también el cuarteto "Los Monchos" y la Rondalla Oasis, que han dado nuevamente realce al Bolero Romántico. Ya también van saliendo más talentos rinconenses como un nuevo grupo de música llamado "Nueva Gerencia".

### Recreación y deporte
Rincón de Romos cuenta con varios lugares y espacios recreativos como son la Unidad deportiva Miguel Hidalgo donde se llevan a cabo torneos de fútbol entre equipos de la región, el gimnasio Calpulalpan donde se llevan a cabo los tradicionales juegos de basquetball en Semana Santa, el estadio de baseball la Lagunita donde podemos presenciar encuentros entre equipos locales y visitantes, bailes y conciertos, el Túnel del Potrerillo con sus tirolesas para los más audaces y el parque alameda que cuenta con área de patinaje, skate, cancha de fútbol rápido y mucho más.
Recintos deportivos:
Gimnasio Calpulalpan.
Poliforum Rincón. (Antes sede del torneo más importante del baloncesto a nivel regional).
Estadio de Béisbol.
Centro de Patinaje, Obras y recreación Alameda.

Entre otros puntos de recreación dispersos en diferentes puntos de la Ciudad.

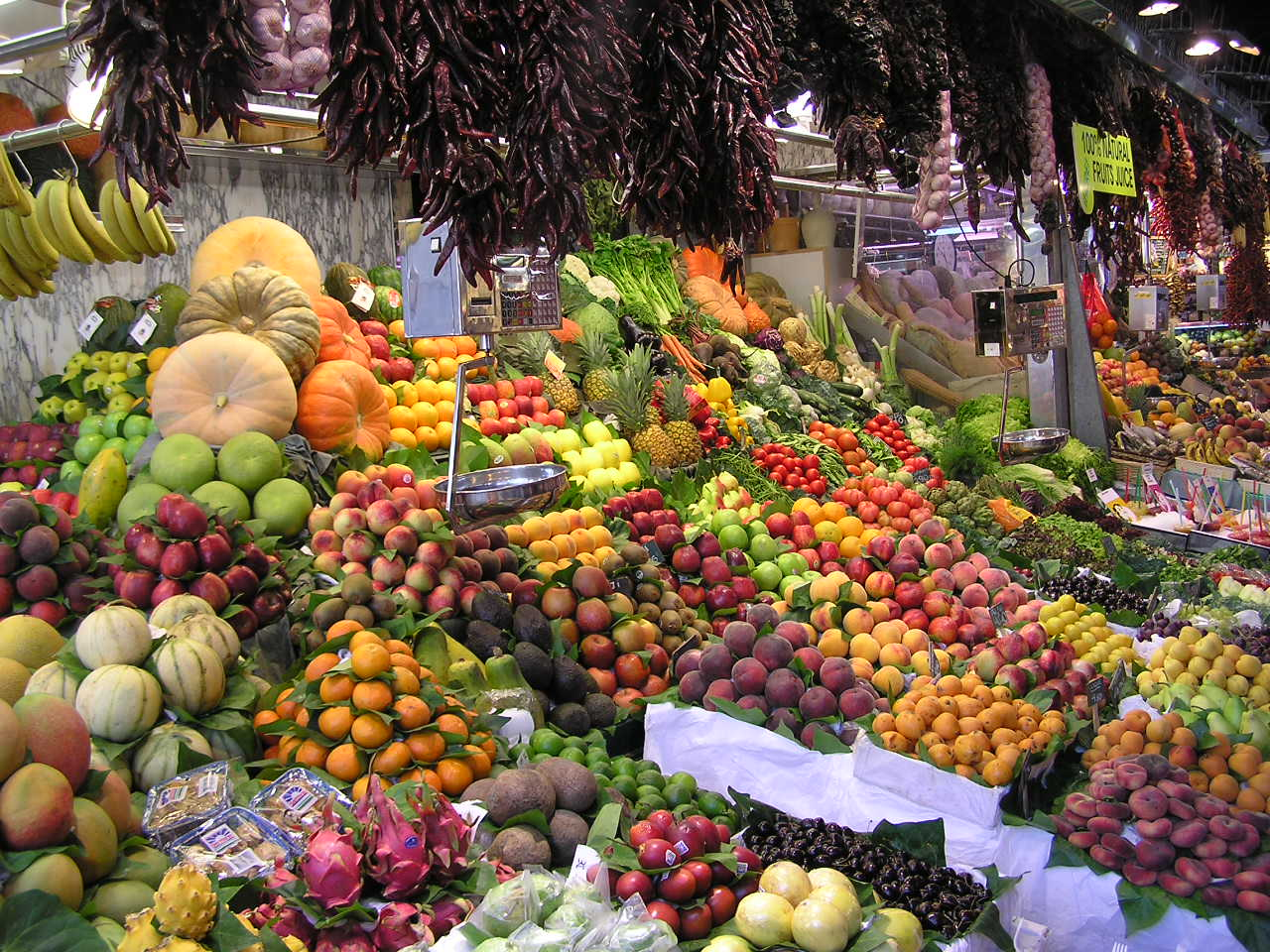
La fruticultura es parte esencial de la agricultura regional.

### Ganadería
Al norte y noroeste se cría el ganado caprino y bovino para carne; en el valle, el bovino lechero y granjas de pollos.

### Industria
Existen industrias de destilería, empacadoras, secadoras de chile y ajo e industrias manufactureras de ropa y farmers.

### Comercio
El comercio juega un papel importante debido al paso de la carretera Panamericana. Tiene minas de mercurio y cobre que son explotadas particularmente.

### Agricultura
La agricultura es una de las principales actividades que bajo el sistema de riego produce: maíz, fríjol, ajo, papa y chile, contaba con gran cantidad de fruticultura en huertos de durazno, pera y vid.

### Servicios
- Hospitales.

- Farmacéuticas.

- Gasolineras.

- Departamentos, hoteles.

- Restaurantes, cine.

- Bancos, cajeros automáticos.

- Estación del tren, pozos de agua.

- Iglesias, jardines, parques.

- Local de camiones.

- Foro al aire libre Solidaridad.

- Central de taxis.

- Central de combis.

- Teléfonos, servicio postal y telegráfico.

Estos son algunos de los varios servicios, que están dentro del municipio de Rincón de Romos, Aguascalientes.

### Principales localidades
- Mar Negro.
- El Quince.
- El Bajío.
- El Saucillo.
- El Salitrillo.
- Las Camas.
- Ejido California.
- Ejido Morelos.
- El Túnel de Potrerillos.
- Estación Rincón.
- La Boquilla.
- Peña Blanca.
- El Ajiladero.
- San Jacinto.
- Pablo Escaleras "El Ranchito".
- Pabellón de Hidalgo "La Hacienda".
- La Boquilla
- Estancia de Mosqueira.
- San Juan de la Natura.
- El Valle de las Delicias.

## Educación
En cuanto a servicios educativos se atiende a la educación primaria y secundaria,
contando en la cabecera con Escuela Media Superior, Escuela Superior, Casa de la Cultura y Teatro.

### Bachilleratos
- Instituto Alameda A.C.
- Preparatoria Federal por Cooperación "David Gutiérrez Acosta".

- Colegio de Bachilleres "Matías Marín Vargas"
- CECYT No.2 Rincón de Romos.
- CBTA # 205.

### Universidades
- Universidad Alameda.
- EDUCEM Campus Rincón de Romos
- Universidad Tecnológica del Norte de Aguascalientes (UTNA).

### Normal
- Escuela Normal de Rincón de Romos "Dr. Rafael Francisco Aguilar Lomelí" (ENRR).

## Atractivos turísticos

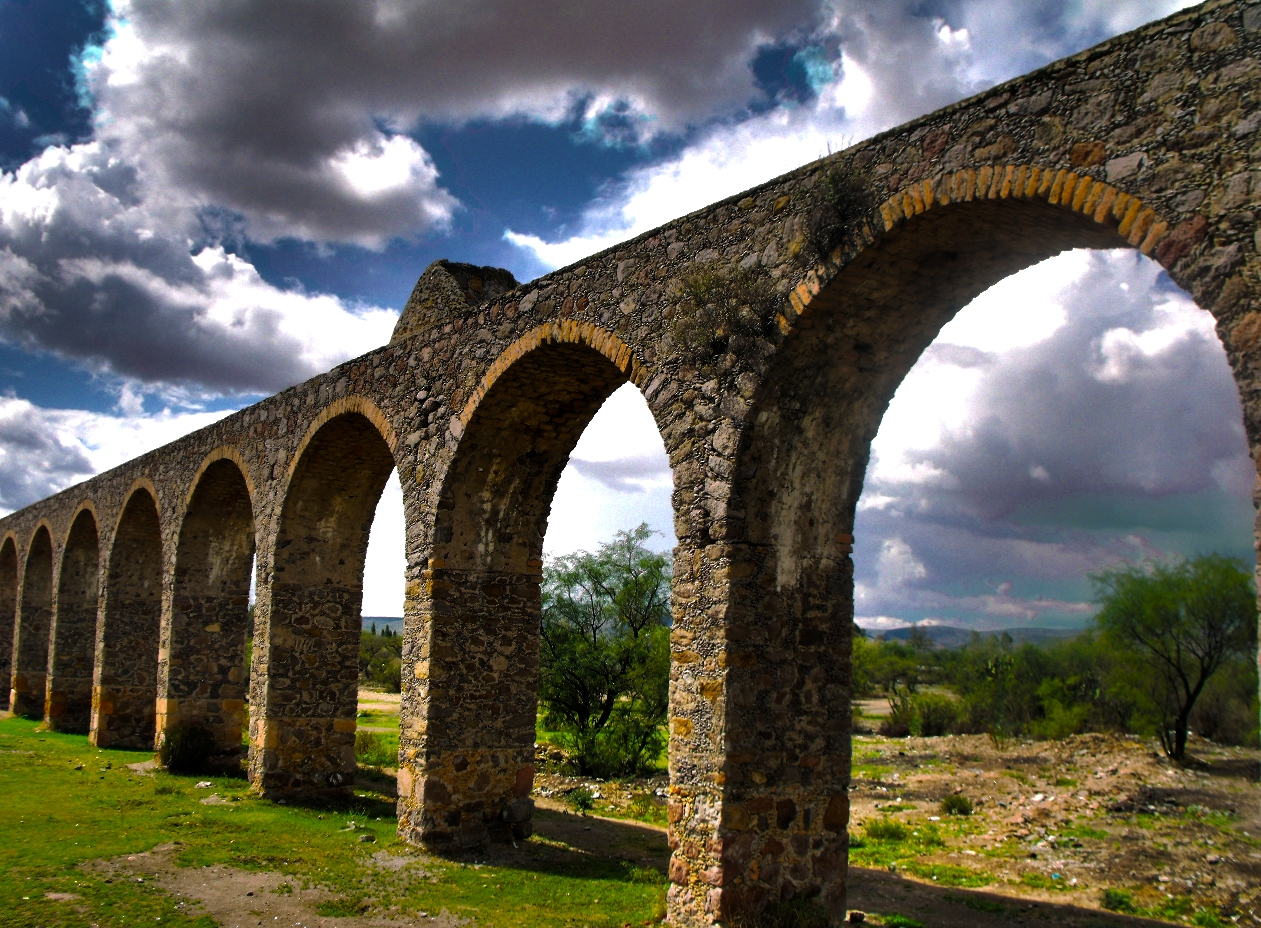
Acueducto del Saucillo.

### Arquitectónicos
- Exhacienda de San Blas (Pabellón de Hidalgo).
- Exhacienda del Saucillo (El Saucillo).
- Exhacienda de San Jacinto (San Jacinto).
- Acueducto (El Saucillo).
- Santa Basílica Lateranense (Rincón de Romos).
- Capilla de San José (Col. San José, Rincón de Romos).
- Templo de San Blas (Pabellón de Hidalgo).
- Monumento al Padre Nieves (Col. San José, Rincón de Romos ).
- Teatro Ramón García Anguiano (Rincón de Romos).
- Pozo donde bebió agua el cura Miguel Hidalgo I. Costilla (Barrio de Chora, Rincón de Romos).

### Museos
- Museo de la Insurgencia (Pabellón de Hidalgo).

### Principales festividades
- Fiestas Patronales en Honor al Señor de Las Angustias; Santo patrono de Rincón de Romos (tercer domingo de enero).
- Feria Regional de Rincón de Romos (enero).
- Fiestas en honor a la Santa Cruz (mayo y septiembre, Barrio de la Santa Cruz).
- Fiestas en honor a la Virgen de Guadalupe (diciembre, Barrio de Guadalupe).
- Fiestas en honor a la Virgen del Rosario de Fátima (octubre, Colonia Solidaridad).
- Fiestas en Honor al Padre Nieves (9 de septiembre y abril, Barrio de San José).
- Fiestas Patrias (septiembre, Rincón de Romos).
- Fiestas en honor a San Blas (febrero, Pabellón de Hidalgo).
- Fiestas en honor a la Virgen del Refugio (septiembre, Escaleras).
- Fiestas en Honor al Sagrado Corazón (julio, El Bajío).

## Distancias
- Aguascalientes 35 km.
- Asientos 28 km.
- Calvillo 92 km.
- Jesús María 34 km.
- Tepezalá 16 km.
- Zacatecas 90 km.
- León 190 km.
- Ciudad de México 600 km.

## Hermanamientos
La ciudad de Rincón de Romos está hermanada con
- León (2008)[6]
- Dolores Hidalgo Cuna de la Independencia Nacional (2009)[6][7][8]